# Смит, Джек (адвокат)
Джон Луман Смит (англ. John Luman Smith; род. 5 июня 1969) — американский юрист, работавший в Министерстве юстиции США помощником прокурора США, исполняющим обязанности прокурора США и главой отдела общественной честности этого департамента. Он также был главным обвинителем Палаты специалистов по Косово, международного трибунала в Гааге, которому поручено расследовать военные преступления во время войны в Косово и преследовать их в судебном порядке.
В ноябре 2022 года генеральный прокурор Меррик Гарланд назначил Джона Смита независимым специальным советником (специальным прокурором), ответственным за надзор за двумя ранее существовавшими уголовными расследованиями Министерства юстиции в отношении бывшего президента Дональда Трампа: одно касалось роли Трампа в нападении на Капитолий США 6 января, другое — предполагаемого неправильного обращения секретными документами. Это обвинение привело к обвинению Трампа по 37 пунктам в июне 2023 года, к которому позже в июле были добавлены три пункта. В августе того же года по первому из них было предъявлено обвинение по четырём пунктам.
В ноябре 2024 года специальный прокурор Джон Смит подал ходатайство о закрытии дел против Трампа.